# محمد الدمیری
محمد الدمیری (انگلیسی: Mohammad Al-Dmeiri؛ زاده ۳۰ اوت ۱۹۸۷) یک بازیکن فوتبال اهل اردن است.
وی همچنین در تیم ملی فوتبال اردن بازی کرده‌است.